# Miroslav Pašajlić
Miroslav Pašajlić (in serbo Мирослав Пашајлић?; Novi Sad, 7 febbraio 1995) è un cestista serbo.

## Palmarès
- Campionato bosniaco: 2

Igokea: 2015-16, 2016-17
- Coppa di Bosnia ed Erzegovina: 2

Igokea: 2016, 2017